# 薩爾巴赫河

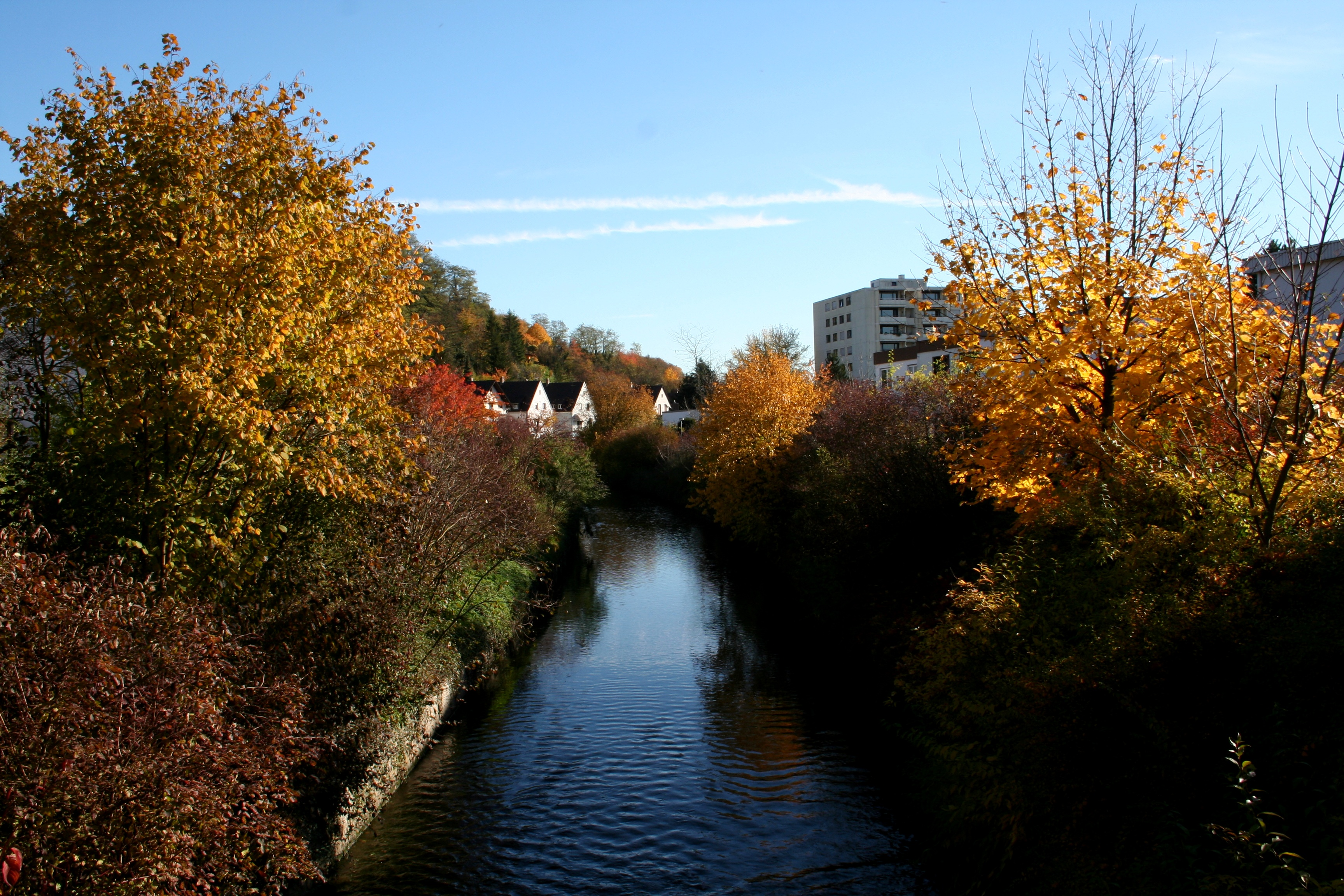

薩爾巴赫河是德國的河流，位於巴登－符騰堡州，屬於萊茵河的右支流，河道全長50公里，河口處在菲利普斯堡，河畔城鎮有布雷滕和布魯薩爾。